# 达里尔·内塔

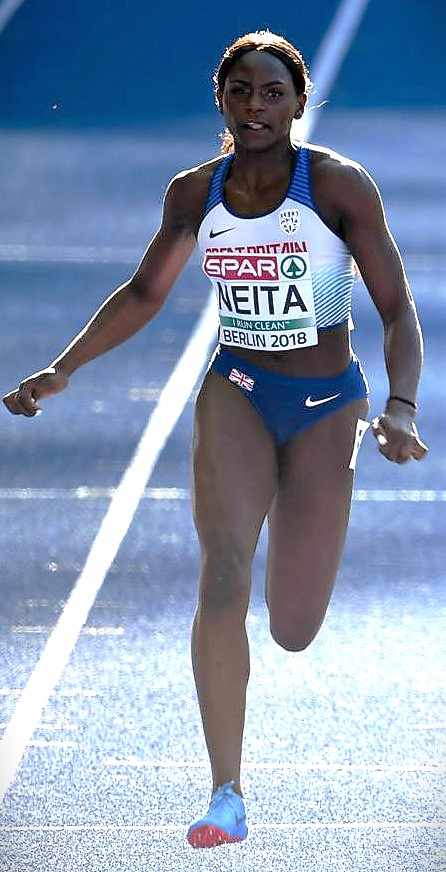
达里尔·内塔

达里尔·内塔（英語：Daryll Neita，1996年8月29日—）是一名英国女子短跑运动员。她在2016年夏季奥林匹克运动会上赢得了4×100米接力铜牌，她也获得2017年世界田径锦标赛和2019年世界田径锦标赛的银牌。